# Pocophone F1
Das Xiaomi Pocophone F1 ist ein vom Hersteller Xiaomi entwickeltes Smartphone, das über die Submarke Pocophone vertrieben wird.

## Verfügbarkeit
Der Verkauf des Pocophone F1 startete zuerst in Indien. Das Smartphone ist auch in vielen anderen Regionen erhältlich, darunter sind 30 europäische Länder einschließlich Österreich, Schweiz und Frankreich. In Deutschland wird das Pocophone F1 offiziell nicht verkauft.

## Root und Custom-ROMs
Der Bootloader des Pocophones F1 kann mit dem vom Hersteller bereitgestellten Software Mi Unlock für Microsoft Windows entsperrt werden. Somit ist es auch möglich, eine Custom-ROM zu installieren oder einen Rootzugriff zu erlangen. Allerdings gibt der Hersteller eine Wartezeit vor, bevor der Bootloader entsperrt werden kann.

## Rezeption
Das Pocophone F1 wurde in vielen Tests verschiedener Fachzeitschriften wie z. B. Chip oder Computer Bild auf Grund der leistungsfähigen Hardware und des geringen Preises gelobt. Neben den positiven Eigenschaften wie dem großen Akku werden andere Eigenschaften wie die nicht vor Wasser schützende Kunststoff-Rückseite bemängelt. Kritisiert wurde auch, dass der DRM-Schutz Widevine L1 nicht enthalten sei, der benötigt wird, um Filme auf Netflix und Amazon Prime in HD zu streamen. Mitte Februar 2019 veröffentlichte Xiaomi hierfür ein Update, welches den Widevine-Level auf L1 anhob.